# William H. Parker

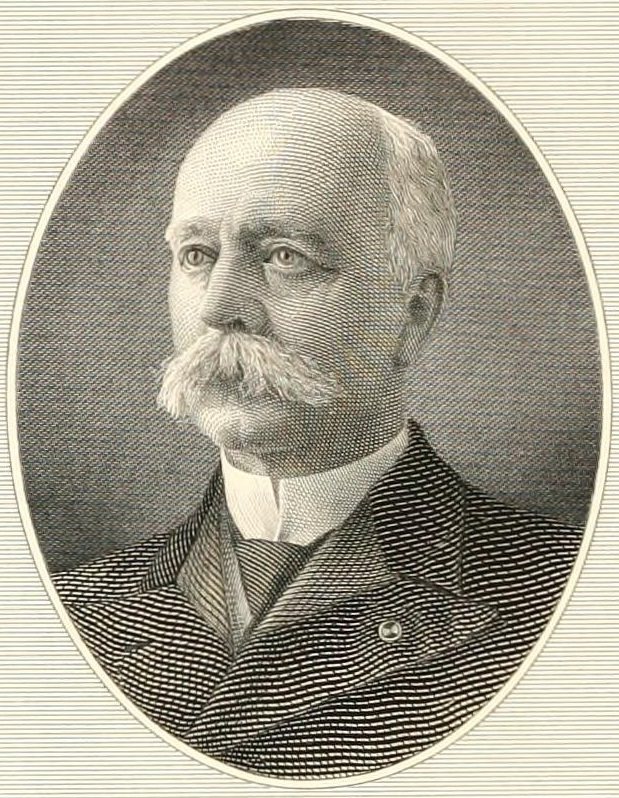
William H. Parker

William Henry Parker (* 5. Mai 1847 in Keene, New Hampshire; † 26. Juni 1908 in Deadwood, South Dakota) war ein US-amerikanischer Politiker. Zwischen 1907 und 1908 vertrat er den zweiten Wahlbezirk des Bundesstaates South Dakota im US-Repräsentantenhaus.

## Frühe Jahre und politischer Aufstieg
William Parker nahm schon im Alter von 14 Jahren als Soldat der Unionsarmee am Bürgerkrieg teil. Vom 24. Juni 1861 bis zum 16. Oktober 1866 blieb er in der Armee, danach studierte er an der heutigen George Washington University, die damals noch Columbian College hieß, Jura. Im Jahr 1868 wurde er als Rechtsanwalt zugelassen. Im Juni 1874 wurde Parker von Präsident Ulysses S. Grant zum Leiter der Bundesfinanzbehörden im Colorado-Territorium ernannt. Dieses Amt übte er bis 1876 aus. Nachdem Colorado 1876 als neuer Staat den Vereinigten Staaten beigetreten war, wurde Parker Bundesstaatsanwalt in dem neuen Staat. Im Jahr 1877 zog er dann nach Deadwood im Dakota-Territorium, wo er als Rechtsanwalt arbeitete.

## Politische Laufbahn
Parker war zunächst parteilos, wurde aber später Mitglied der Republikaner. Im Jahr 1885 war er Mitglied der verfassungsgebenden Konferenz von South Dakota. Nachdem dieser Staat 1889 in die Union aufgenommen worden war, wurde Parker in das Repräsentantenhaus von South Dakota gewählt. Danach arbeitete er wieder als Rechtsanwalt, ehe er zwischen 1903 und 1907 Bezirksstaatsanwalt im Lawrence County wurde. Bei den Kongresswahlen des Jahres 1906 konnte er sich im zweiten Wahlbezirk von South Dakota gegen Eben Martin durchsetzen und dessen Sitz im US-Repräsentantenhaus erobern. Parker trat sein neues Amt am 4. März 1907 an und übte es bis zu seinem Tod am 26. Juni 1908 aus. Er wurde auf dem Nationalfriedhof Arlington in Virginia beigesetzt. Die fälligen Nachwahlen für seinen Sitz im Kongress gewann sein Vorgänger Eben Martin.